# Heřmánkovice
Obec Heřmánkovice (německy Hermsdorf) se nachází v okrese Náchod, kraj Královéhradecký. Žije zde 468 obyvatel. 

## Části obce
- Heřmánkovice
- Janovičky

## Historie
Historie obce je od samého začátku spjata s německou kolonizací východočeského pohraničí vedenou řádem benediktinů. Zakládací listina obce již není k dispozici, ale předpokládaný rok jejího založení je rok 1255. První písemná zmínka o obci pochází z roku 1353.
V letech 1850–1950 byla obec Strassenau (Benešov) součástí obce Hermsdorf.
V roce 1885 byla v obci postavena nová škola.
Před začátkem první světové války v roce 1913 žilo v obci Hermsdorf 1803 Němců a 19 Čechů. V meziválečném období v roce 1930 žilo v obci téměř 1500 Němců a 39 Čechů.
Po druhé světové válce začala obec upadat z důvodu vysídlení původních obyvatel.
V prosinci roku 1964 proběhla na základě žádosti MNV Heřmánkovice demolice kostela svatého Jana Křtitele na Janovičkách. Na místě jsou dosud patrné zbytky kostela a okolí je zalesněno.

## Geografie
Obec Heřmánkovice se nachází severně od Broumova v poměrně úzkém a hlubokém údolí Heřmánkovického potoka, který společně s hlavní komunikací tvoří hlavní osu vesnice. V nivě potoka byly situovány menší chalupy chudších obyvatel, zatímco rozlehlé komplexy statků významných hospodářů byly situovány ve vyvýšené poloze. Kolmo k břehu potoka byly vytýčeny pozemky patřící jednotlivým usedlostem – nejprve pole, pak louky a pastviny vedoucí k lesu na okraji obce.

## Současnost

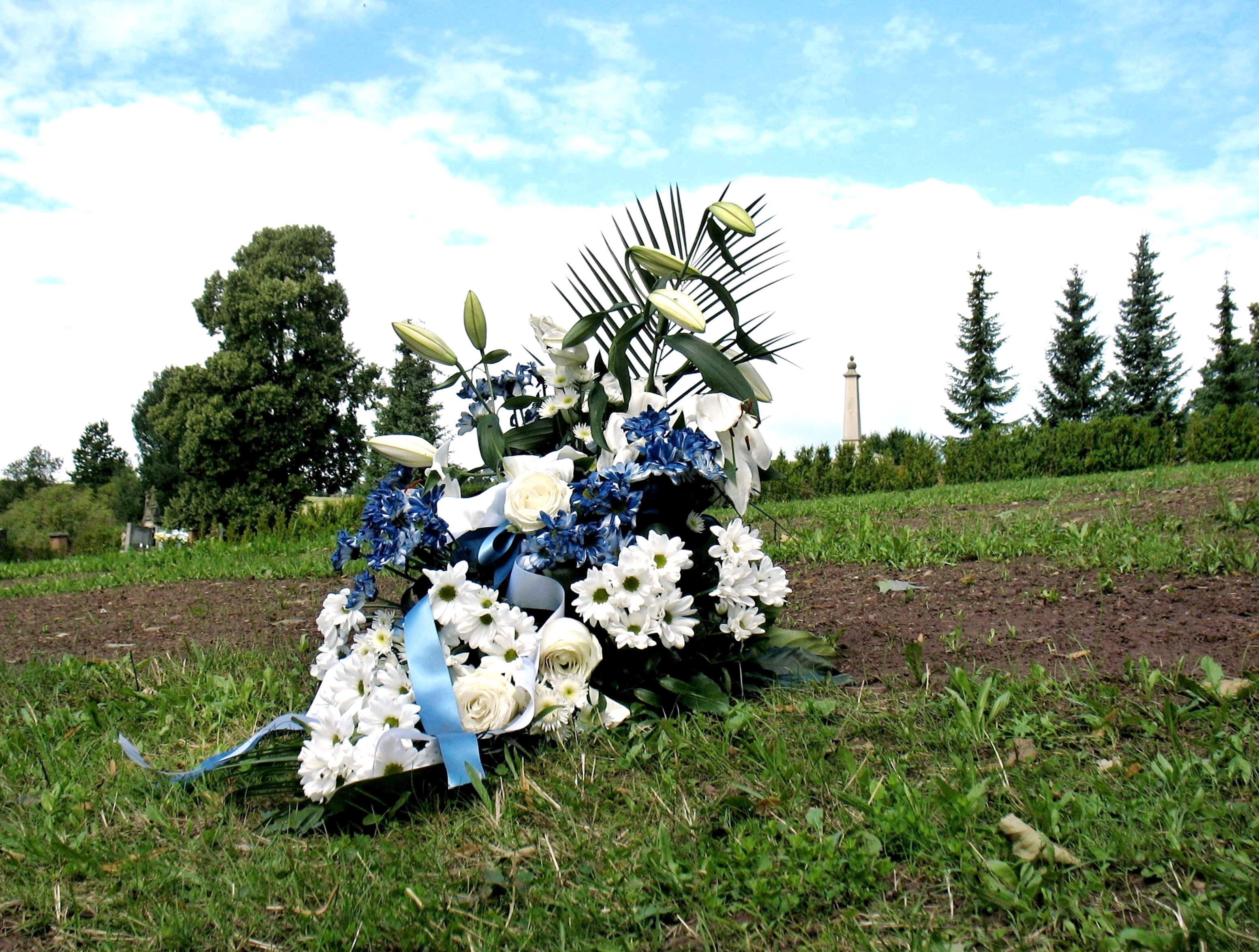
Kytice, položená začátkem srpna 2023 na místo, kde předtím byly hroby starousedlíků

Dle nařízení vlády č. 25/2022 Sb. je kostel Všech svatých v Heřmánkovicích s okolním areálem, jehož součástí je hřbitov, márnice a ohradní zeď, zařazen mezi národní kulturní památky s účinností od června roku 2022.
V červenci roku 2023 bylo na pokyn vedení obce na památkově chráněném hřbitově odstraněno bagrem přes padesát hrobů německých starousedlíků. Podle místopředsedy Rady vlády pro národnostní menšiny Martina Herberta Dzingela je likvidace hrobů z morálního hlediska neakceptovatelná.
Podle předsedy krajanského spolku Heimatkreis Braunau Erika Buchholze došlo k jasnému porušení odstavců česko-německé Smlouvy o dobrém sousedství z roku 1992, kde se hovoří o společné zodpovědnosti za historické hroby. Rovněž tím byla porušena nedávná dohoda uzavřená v Praze na Ministerstvu zahraničních věcí za účasti ministra Jana Lipavského. Podle ní jsou hroby sudetských Němců na českém území společným kulturním dědictvím Čechů a Němců a je třeba o ně také společně pečovat.
Na místě zničeného hřbitova se v neděli 6. srpna 2023 konalo pietní shromáždění, jehož účastnici vyjádřili požadavek na uctění památky někdejších obyvatel Heřmánkovic vybudováním aleje, v niž budou umístěna jejich jména.

## Pamětihodnosti

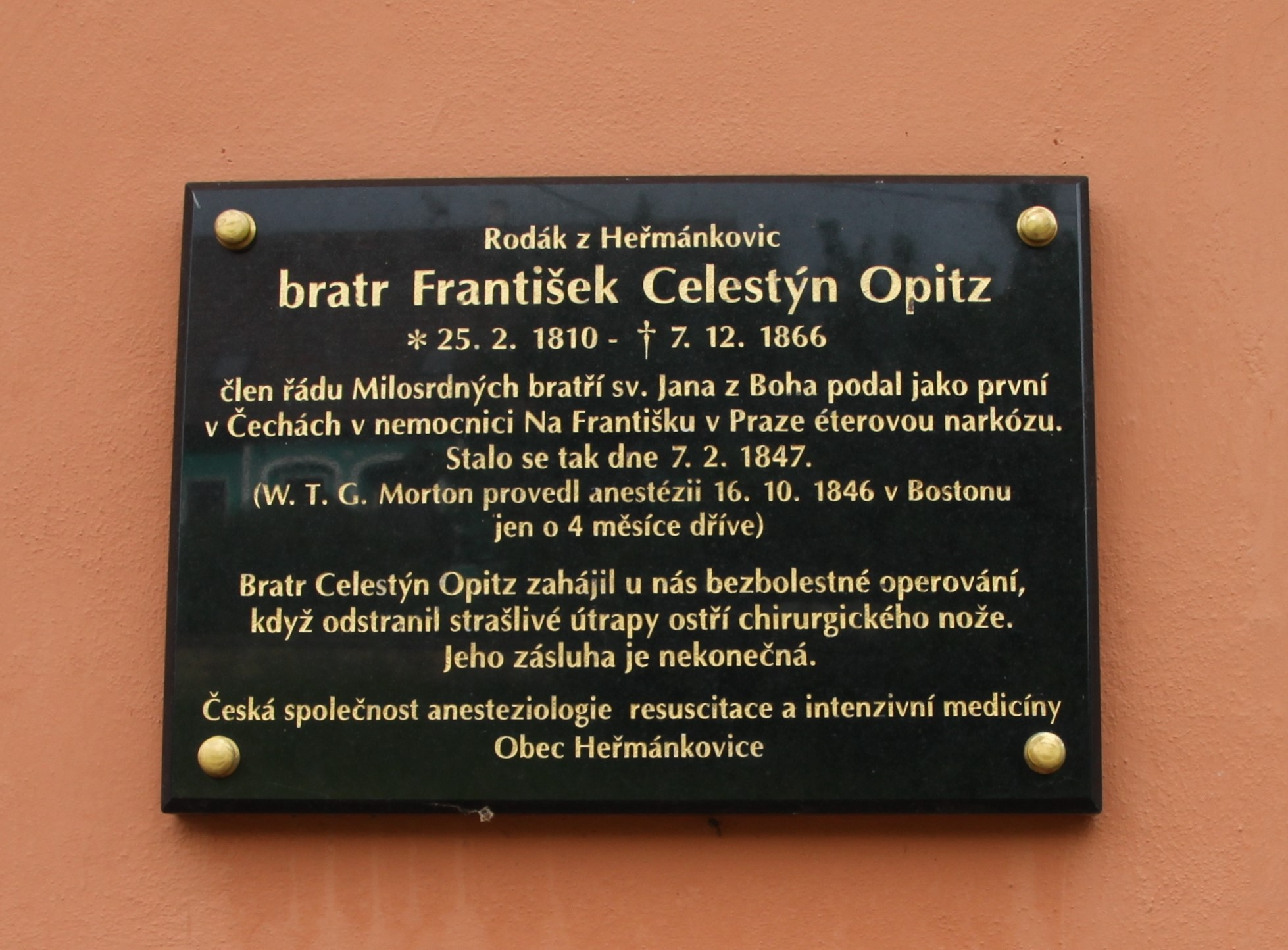
Pamětní deska, připomínající heřmánkovického rodáka, chirurga Celestýna Opitze

- Kostel Všech svatých (1722–1724), barokní stavba Kiliána Ignáce Dientzenhofera podle návrhu jeho otce Kryštofa Dientzenhofera. Památkově chráněný je také celý pozemek p.č. 820 včetně hřbitova, márnice a sousoší Kalvárie.[8]
- Klasicistní fara
- Socha světce
- Venkovské usedlosti čp. 23, 43, 91, 152, 221
- Venkovské domy čp. 49, 53, 84

## Osobnosti
- Celestýn Opitz (1810–1866), člen Řádu Milosrdných bratří, chirurg pražské nemocnice Na Františku, který jako první v Evropě operoval pacienta pod narkózou.
- August Ansorge (1851–1932), rakouský a český politik, na počátku 20. století poslanec Českého zemského sněmu a poslanec Říšské rady.[12]
- Adolf von Aust (1862–1938), polní podmaršál Rakousko-uherské armády, poslední velitel 15. pěší divize.[13][14]
- Albrecht von Aust (1866–1936), polní podmaršál Rakousko-uherské armády, v letech 1910–1912 velitel 67. pěšího pluku 49. pěší divize.[15][16][17]
- Hubert Birke (1892–1950), československý politik a meziválečný poslanec Národního shromáždění za Sudetoněmeckou stranu.[18][19]

## Galerie

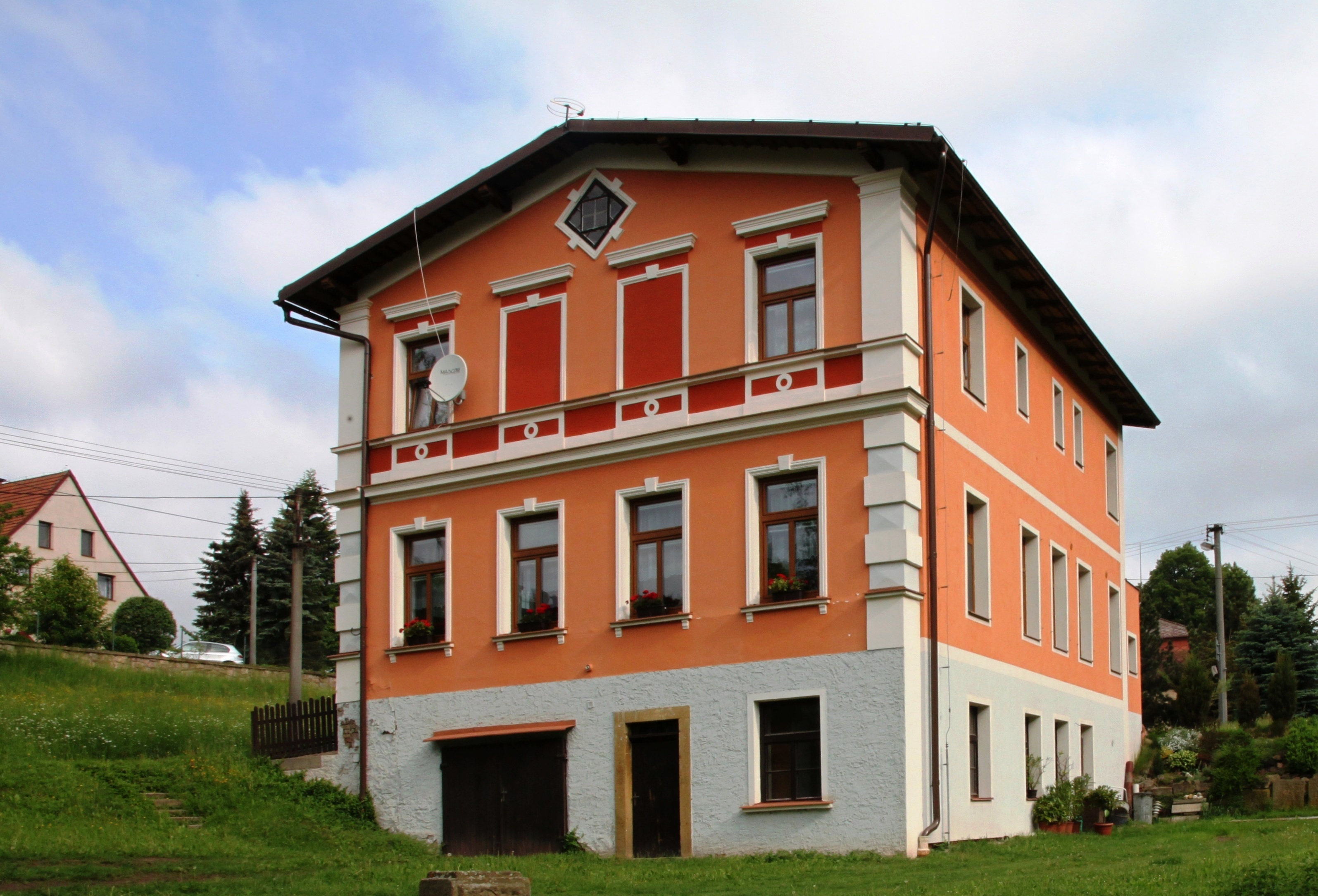
Obecní úřad a pošta
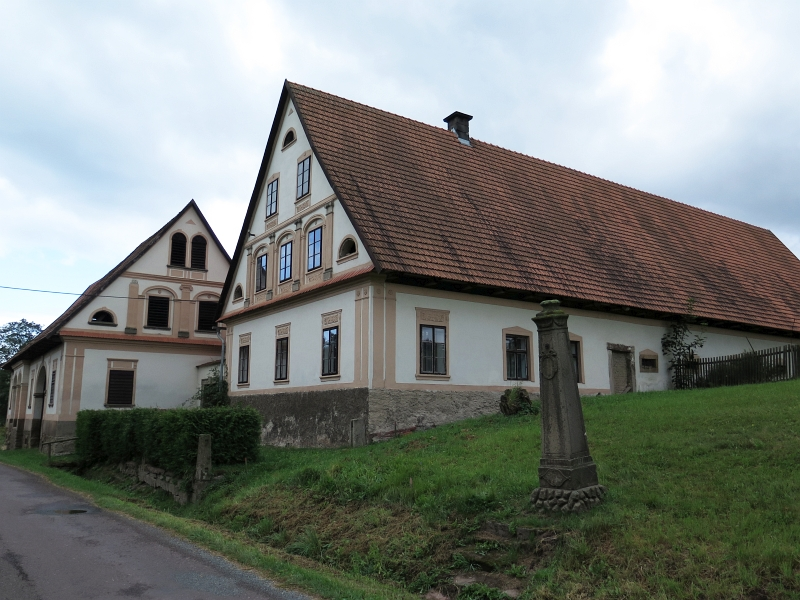
Zemědělská usedlost čp. 23
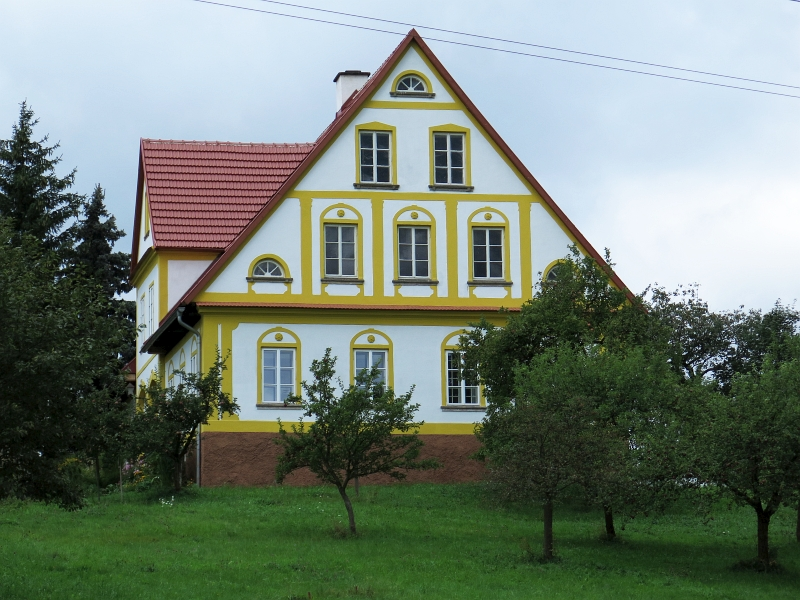
Venkovský dům čp. 49
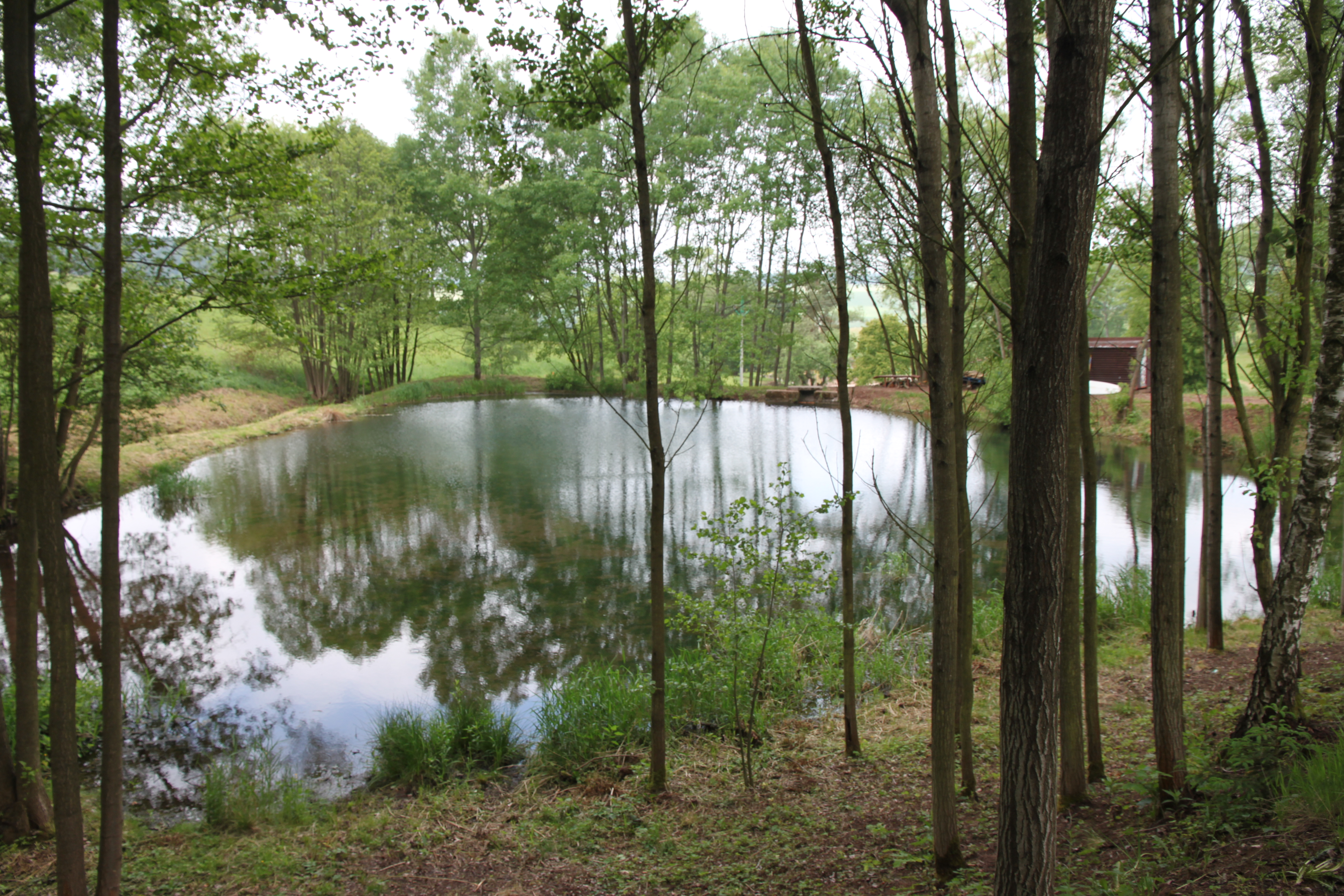
Rybník na Kravském potoce
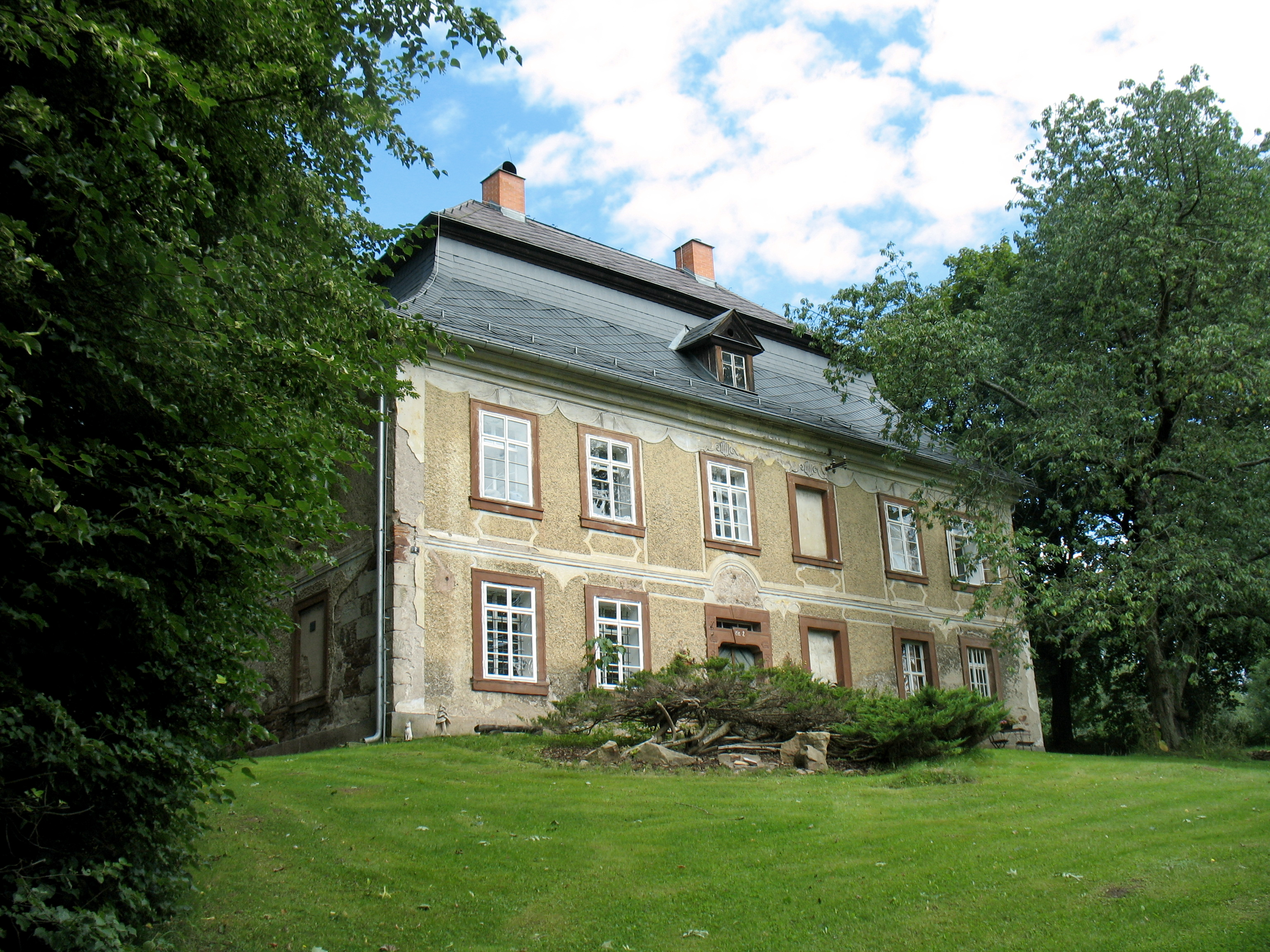
Barokní fara
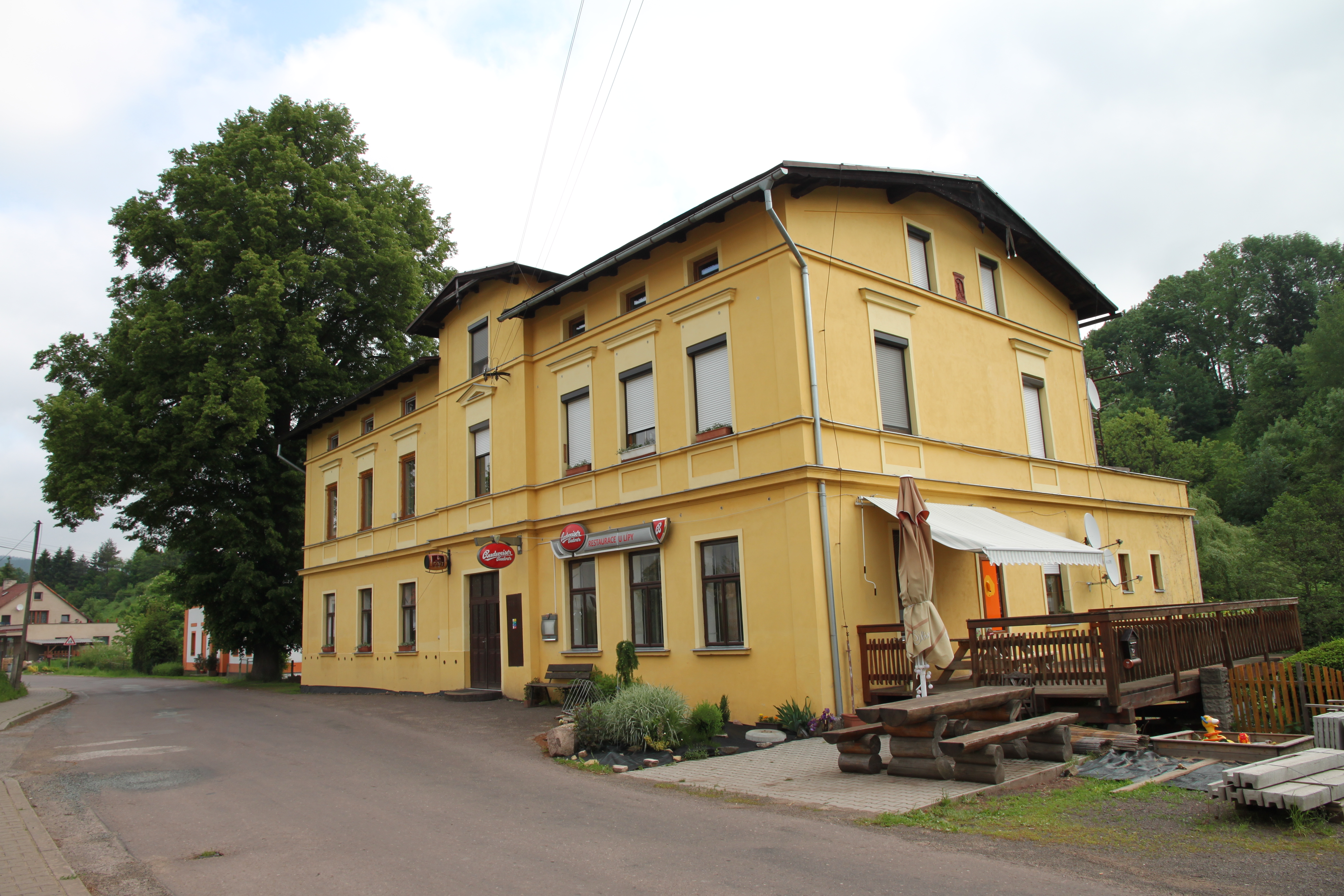
Restaurace